# Enrique de Lorena, conde de Harcourt
Enrique de Lorena, Conde de Harcourt o Enrique de Lorena-Harcourt (20 de marzo de 1601 - Asnières-sur-Oise, 25 de julio de 1666), fue un destacado aristócrata y militar francés. 
Entre sus títulos nobiliarios estaban los de conde de Armañac, conde de Brionne, vizconde de Marsán, caballero de la Orden del Espíritu Santo, gran escudero de Francia, senescal de Borgoña y comandante de Cerdeña. Sus padres fueron Charles, Duque de Elbeuf y la condesa de Charny, Marguerite de Chabot.

## Biografía
Su primer hecho de armas fue el asedio de Praga de noviembre de 1620, durante la Guerra de los Treinta Años, donde se distinguió por su valor, siendo motejado como Cadet la Perle por la perla que lucía en una de sus orejas. Durante el mismo conflicto, también intervino en otros frentes: la batalla de las islas Lerins, la batalla de Leucata y en la batalla de Chieri de 1637 (en el Piamonte, donde consiguió una victoria francesa frente a un ejército español muy superior en número); en 1640 rindió la ciudad de Turín tras tres meses de asedio.
Entre 1645 y 1647 fue virrey de Cataluña en nombre del rey de Francia, que con la sublevación de Cataluña había obtenido allí el control de la situación.
En territorio francés, en las guerras contra los hugonotes, intervino en el bando católico (el del rey y Richelieu) en el asedio de La Rochelle (1627-1628) y el asedio de Saint-Jean-de Angély. Durante la Fronda (1648-1653) se mantuvo fiel a la reina regente, pero acabó por enfrentarse con el Cardenal Mazarino, y se retiró a Alsacia.

## Matrimonio y descendencia

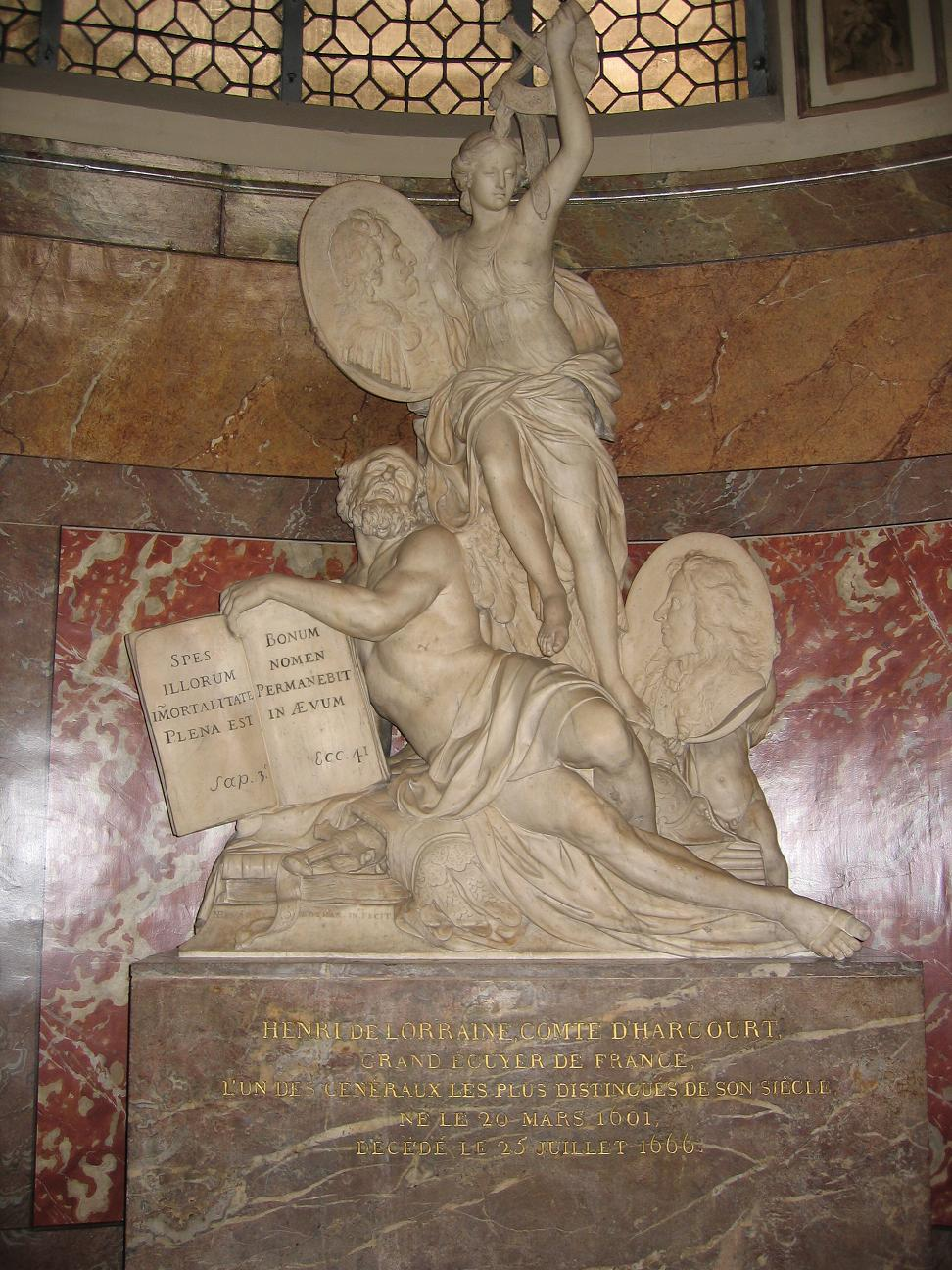
Tumba de Hernri Harcourt de Lorena en la Iglesia de Saint Roch de París.

Casado en febrero de 1639 con Margarita Felipa de Cambout (1622-1674), tuvo con ella seis hijos:
- Armanda Enriqueta (1640-1684), abadesa de Soissons.
- Luis (1641-1718), conde de Armagnac, Charny y Brionne. Padre de María de Lorena, princesa consorte de Mónaco.
- Felipe (1643-1702), abad de Saint Pierre en Chartres y amante más famoso del duque Felipe I de Orleans, hermano del rey Luis XIV de Francia.
- Alfonso Luis (1644-1689), abad de Royaumont.
- Raimondo Bérenger (1647-1686), abad de Faron de Meaux.
- Carlos (1648-1708), vizconde de Marsan.